# سید مجتبی هاشمی
سید مجتبی هاشمی قندی (۱۳ آبان ۱۳۱۹–۲۸ اردیبهشت ۱۳۶۴) چریک ایرانی، نخستین فرمانده کمیته انقلاب مرکزی تهران و بنیانگذار و فرمانده گروه فداییان اسلام در طول جنگ ایران و عراق بود. هاشمی با انجام عملیات‌های چریکی و نامنظم توانست شهر آبادان را از تصرف ارتش عراق دور کند.
هاشمی در ۲۸ اردیبهشت ۱۳۶۴ در مغازه‌اش در خیابان وحدت اسلامی تهران توسط اعضای سازمان مجاهدین خلق ایران مورد سوء قصد قرار گرفت و به شهادت رسید.

## زندگی
سیّد مجتبی هاشمی در سال ۱۳۱۹ در محلهٔ شاهپور تهران (وحدت اسلامی فعلی) دیده به جهان گشود. او فرزند چهارم خانواده‌ای مذهبی و متوسط بود. وی پس از طی دوران تحصیلات متوسطه به ارتش آمد و به دلیل اندام ورزیده و قدرت بدنی قابل توجهی که داشت عضو نیروهای ویژه کلاه سبز شد، اما پس از مدت کوتاهی از ارتش شاهنشاهی خارج و به کار آزاد مشغول شد. در ۱۵ خرداد ۱۳۴۲ او و چند تن از دوستانش فعالیت داشت و تحت تعقیب و کنترل مأموران پهلوی قرار گرفت. او اقدام به تهیه و توزیع اعلامیه و نوارهای سخنرانی و تصاویر امام خمینی ره می‌نمود و در پوشش‌های گوناگون، فعالیت‌های خود را در تمامی شهرهای استان تهران و حتی استان‌های همجوار گسترش داد. در بهمن ۵۷ و همزمان با ورود امام خمینی به ایران سید مجتبی نیز به عضویت کمیتهٔ استقبال از خمینی درآمد و در آن استقبال، شرکت نمود. ضمن اینکه خود نیز با حضور در میدان‌های مبارزه رو در رو با بقایای رژیم پهلوی، تمام توان خود را صرف پیروزی انقلاب ۱۳۵۷ نمود. 
پس از پیروزی انقلاب اسلامی در ۲۲ بهمن، او به سرعت نیروهای انقلابی منطقه ۹ را سازماندهی کرده و کمیته انقلاب اسلامی منطقه ۹ را تشکیل داد. پس از شروع وقایع کردستان، هاشمی به همراه عده‌ای از افراد کمیتهٔ منطقه ۹ در پی فرمان بسیج عمومی امام خمینی عازم غرب کشور شد و در آزادی و پاکسازی آن منطقه شرکت نمود.

## جنگ ایران و عراق
چند روز پس از آغاز جنگ ایران و عراق، سید مجتبی هاشمی، به همراه عده‌ای از دوستان و همرزمانش به‌صورت داوطلبانه و مستقل عازم جنوب کشور شد و در مدرسهٔ فداییان اسلام، واقع در شهر آبادان مستقر شد و یک گروه شبه‌نظامی برای انجام جنگ چریکی برای مقابله با تهاجم ارتش بعث عراق در آبادان و خرمشهر به‌وجود آمد که به گروه فداییان اسلام معروف شد که سید مجتبی فرمانده آن بود.

## شهادت
او بعد از انحلال گروه فدائیان اسلام از جبهه‌ها به تهران بازگشت و مغازه لباس‌فروشی‌اش را دوباره دایر کرد. هاشمی، در زمانی که در عملیات ثامن‌الائمه یا شکست حصر آبادان حضور داشت، مورد هدف چندین عملیات ناکام از سوی مجاهدین خلق قرار گرفت. پس از پخش اعلامیه‌هایی که در آن نام سید مجتبی و چند تن دیگر از اعضای فداییان اسلام به نام افرادی که توسط سازمان مجاهدین خلق اعدام خواهند شد، ذکر شده بود، مجاهدین خلق هاشمی را در ۲۸ اردیبهشت ۱۳۶۴ ترور کردند.